# Lindenau (Adelsgeschlecht)

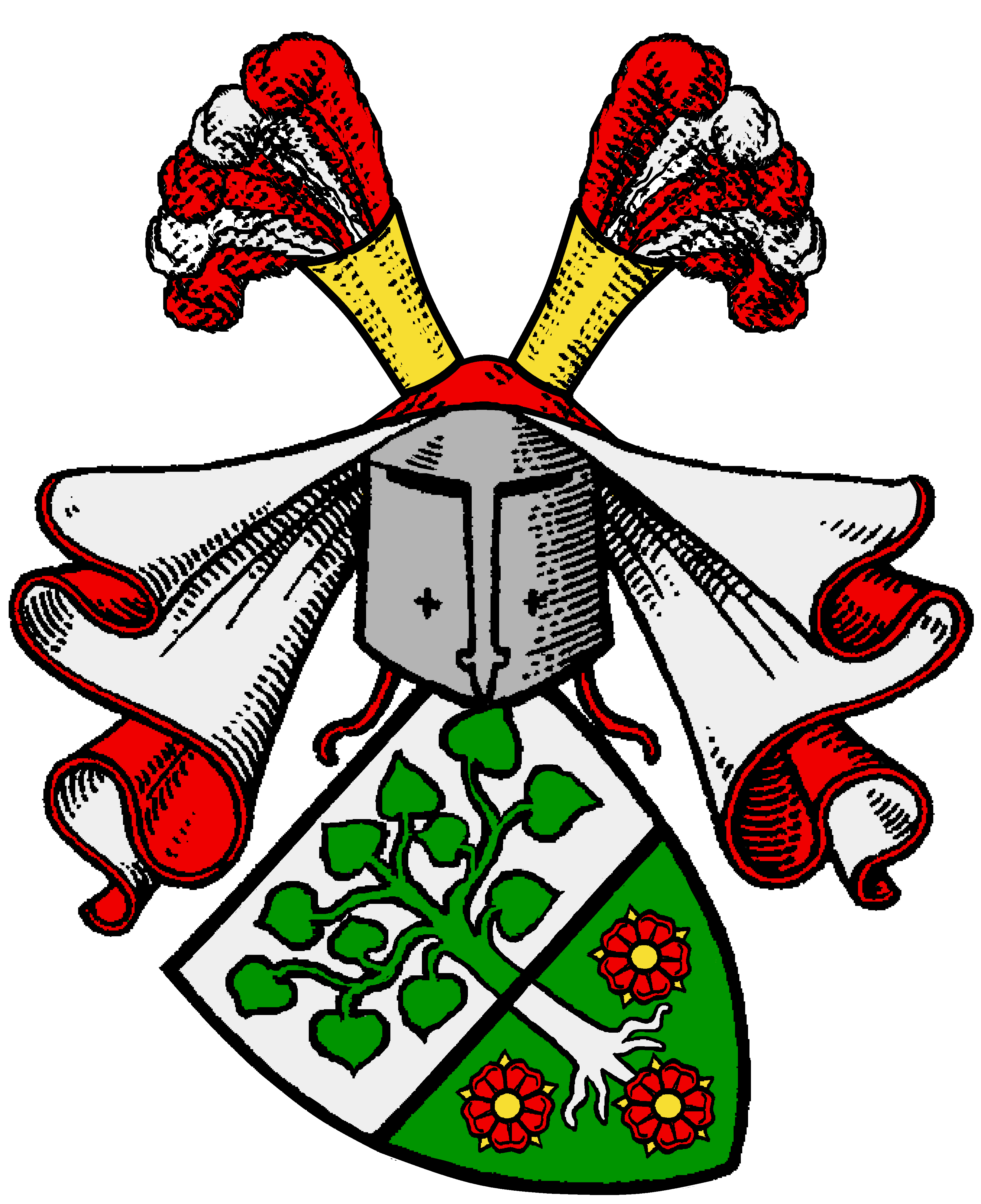
Stammwappen derer von Lindenau

Die von Lindenau waren eine meißnisch-sächsische Uradelsfamilie mit gleichnamigem Stammsitz bei Lindenau.

## Geschichte
Die von Lindenau werden urkundlich erstmals 1181 mit Didericus de Lindenowe erwähnt.

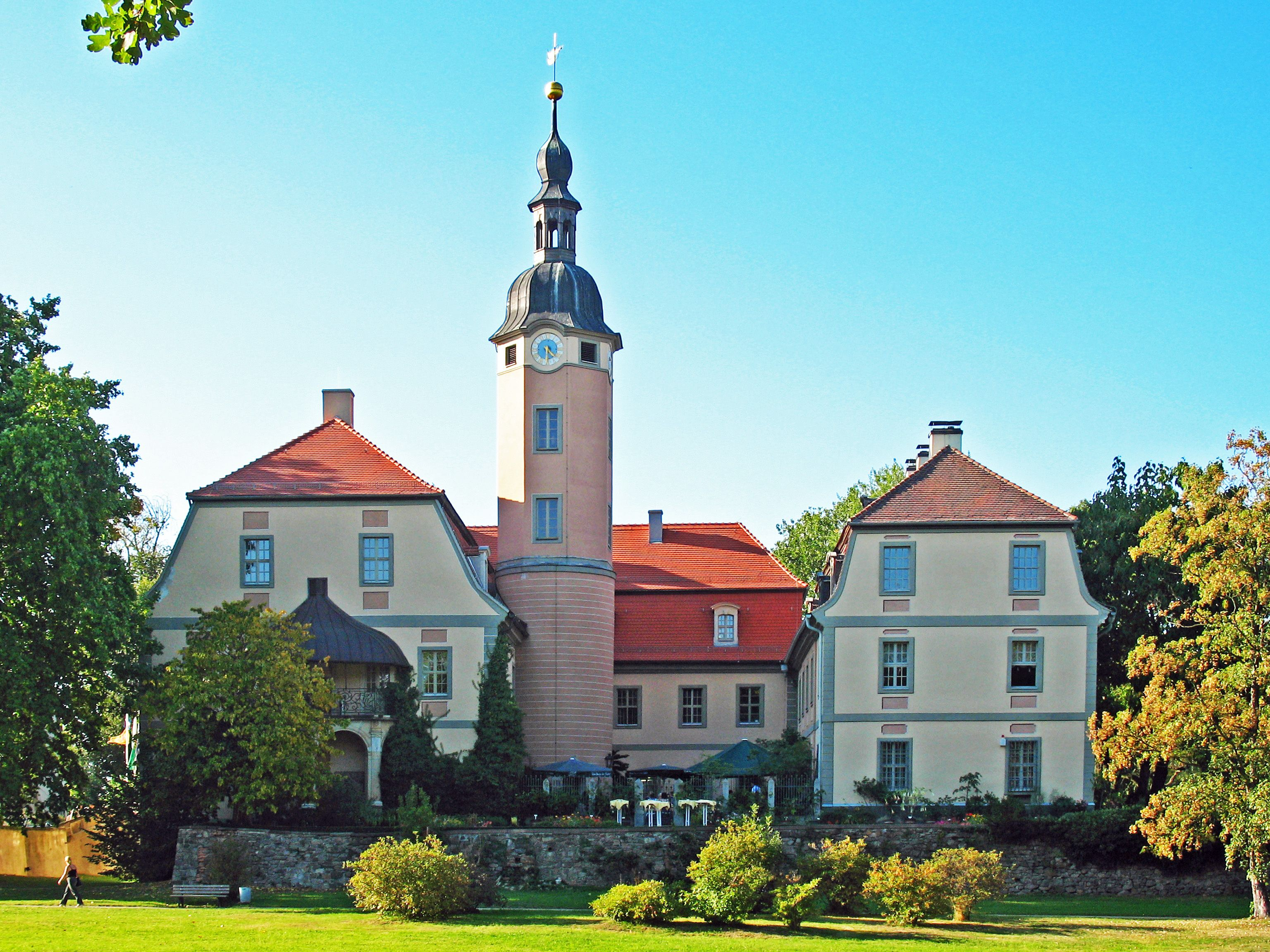
Schloss Machern (1465–1806 im Besitz der Familie)

Die gesicherte Stammreihe beginnt mit Albrecht († 1468), Herr auf Lindenau und Machern (ab 1465), Polenz bei Brandis, Ammelshain, Zeititz, Nieder-Glaucha, Weißig und Gerichshain. Die Brüder Sigismund und Caspar von Lindenau verkauften ihren Stammsitz Lindenau, der in einem Leipziger Vorort lag, 1527 an den Leipziger Rat und verlegten den Familiensitz nach Machern, östlich von Leipzig. Die ältere Machernsche Linie oder Heinrich-Linie geht auf Heinrich von Lindenau († 1505) zurück und war bis zu ihrem Aussterben 1665 sieben Generationen lang auf Machern und Zeititz ansässig; ihr folgten die vier Generationen der jüngeren Machernschen Linie oder Wolf-Linie, beginnend mit Wolf von Lindenau (1634–1710). Das zweiflügelige Renaissanceschloss aus dem Jahre 1566 wurde nach dem Dreißigjährigen Krieg sowie im frühen 18. Jahrhundert zur dreiflügeligen Barock-Anlage umgebaut.
Die Familie hatte weitere Güter in Eulenfeld bei Eilenburg, Gotha in Nordsachsen (1687–1766) und Kossen (1761 verkauft), Gößnitz in Thüringen, Niederschöna in Mittelsachsen (1603–1617). 1739 erwarb Sophie Elisabeth von Lindenau, geb. von Zehmen, das Rittergut Windischleuba im thüringischen Altenburger Land von ihrem Bruder und 1742 erbte sie das nahegelegene Nobitz und den um 1400 erbauten Altenburger Pohlhof. Windischleuba blieb bis 1880 im Familienbesitz.
Heinrich Gottlieb Graf von Lindenau (1723–1789), kurfürstlich-sächsischer Geheimer Rat, Oberstallmeister und Kammerherr (1723–1789) wurde durch Kaiser Franz I. in den Reichsgrafenstand erhoben. Sein Sohn Carl Heinrich August Graf von Lindenau (1755–1842), Herr auf Machern, Zeititz, Gotha und Kossen sowie Bahrensdorf bei Beeskow, verkaufte 1802 den Stammsitz Machern mit Zeititz und erwarb das Gut Büssow bei Friedberg in der Neumark (heute Buszów). Der Pferdezüchter und königlich preußische Oberstallmeister richtete die Tierarzneischule in Berlin ein, deren Anatomisches Theater noch heute existiert. Er war auch ein Freund Goethes.

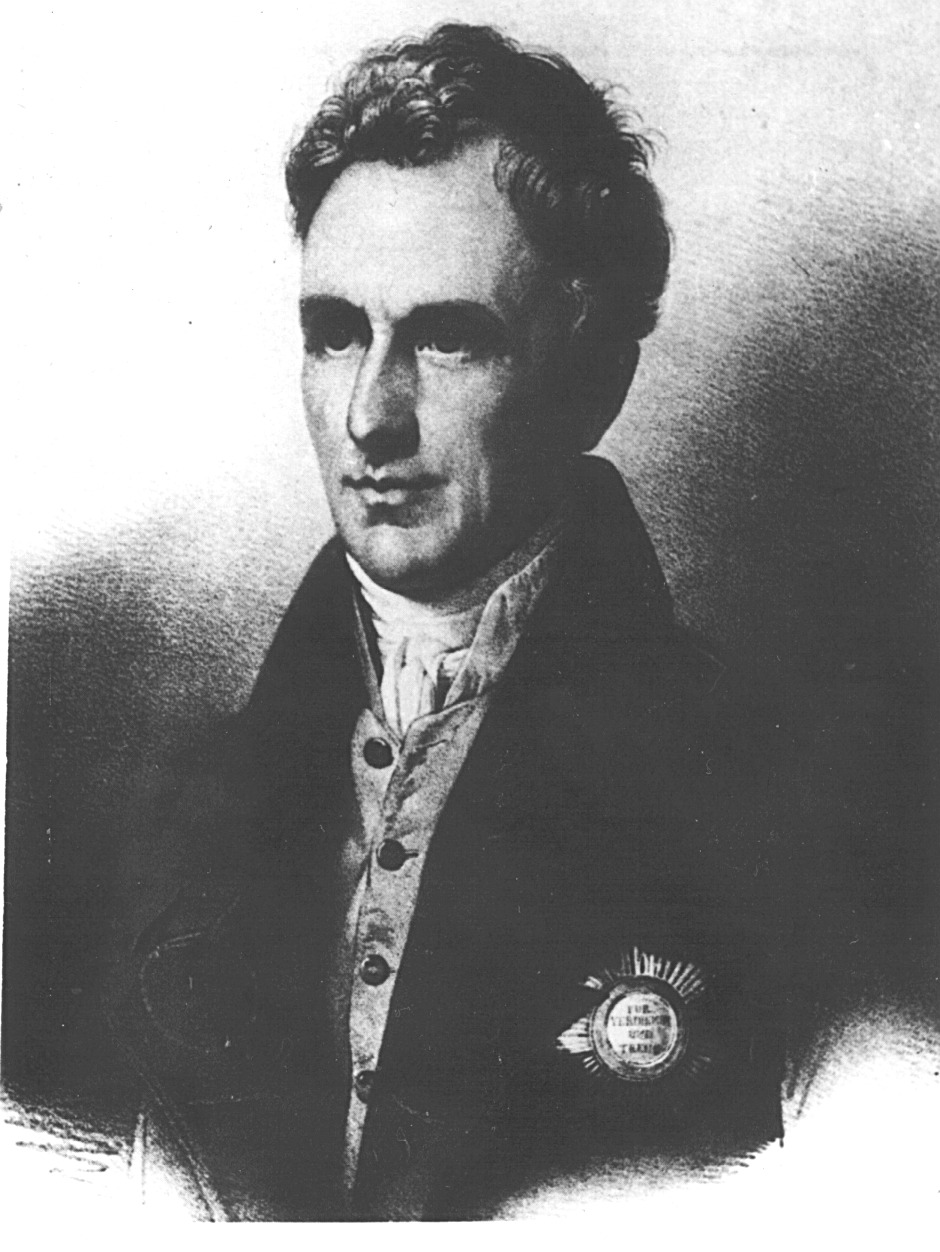
Bernhard von Lindenau (1779–1854), sächsischer Ministerpräsident, Astronom

Bernhard von Lindenau (1779–1854), auf Pohlhof, Nobitz und Windischleuba, war sächsischer Staatsmann und Astronom (als Direktor der Seeberg-Sternwarte); nach ihm sind der Asteroid (9322) Lindenau und der Mondkrater Lindenau benannt. Von 1822 bis 1827 führte er in Gotha die Regierungsgeschäfte für Herzog Friedrich IV., dann wechselte er in den Dienst des Königreichs Sachsen, wo er von 1831 bis 1843 Vorsitzender des Gesamtministeriums wurde. Nach ihm ist der Platz vor dem Sächsischen Landtag benannt, ferner das Lindenau-Museum in Altenburg, in dem unter anderem seine wissenschaftlichen Sammlungen und Kunstsammlungen ausgestellt sind, die er unter dem Namen Lindenau-Zach‘sche Stiftung der Stadt Altenburg hinterließ. Ferner stiftete er ein Grundkapital zur Förderung junger Künstler und Techniker.
Die Lindenau sind stammes- und wappenverwandt mit den von Leutsch aus dem Dorf Leutsch in der Nähe von Lindenau. Weiterhin sind sie verwandt mit den von Petrikowski-Lindenau. Die von Trebra-Lindenau benannten sich im 19. Jahrhundert nach dem Stammsitz der Familie Lindenau bei Leipzig, als dieser ihnen gehörte. Weitere bekannte Familien, mit denen sie verschwägert sind, waren die von Heßler auf Vitzenburg, von Scheidingen zu Delitzsch und die von Rockhausen auf Kirchscheidungen.

## Wappen
Das Stammwappen ist von Silber und Grün geteilt, darüber eine entwurzelte Linde verwechselter Farben, deren Stamm von zwei roten, gold besamten Rosen beseitet wird und deren silberne Wurzeln vorn mit einer gold besamten Rose belegt sind. Auf dem Helm mit rot-silbernen Decken zwei goldene Köcher, die mit jeweils fünf (auch sechs) Straußenfedern (Rot-Silber-Rot-Silber-Rot) besteckt sind.

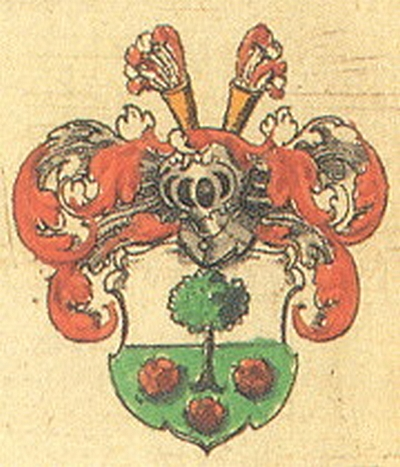
Stammwappen derer von Lindenau in Siebmachers Wappenbuch 1605
Wappen derer von Lindenau in der Kirche von Kirchscheidungen
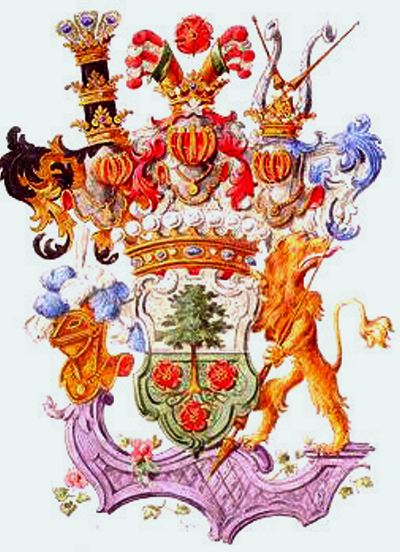
Gräfliches Wappen derer von Lindenau
Wappen derer von Petrikowski-Lindenau
Wappen derer von Leutsch

## Persönlichkeiten

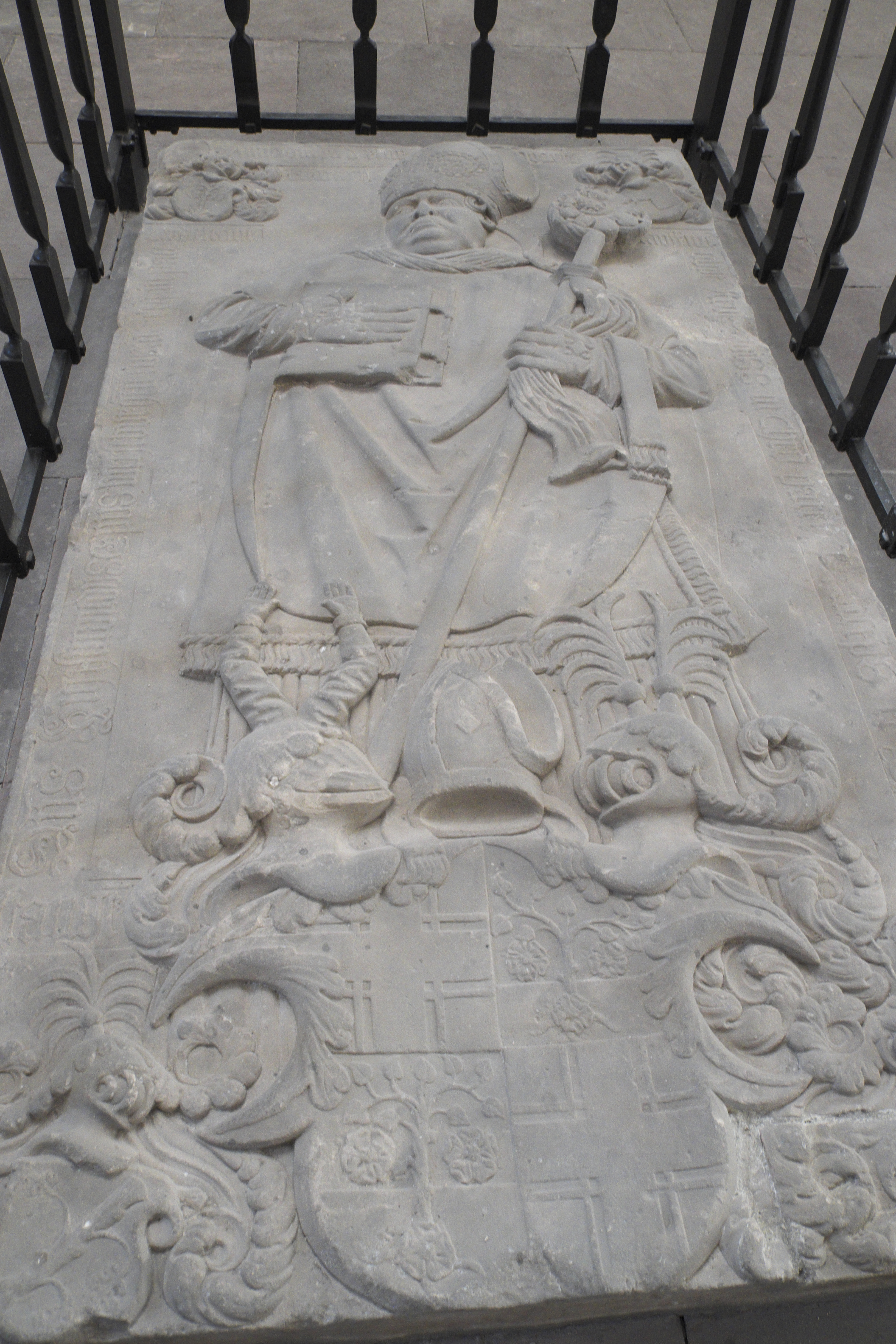
Grabmal des Bischofs Sigismund von Lindenau († 1544) im Merseburger Dom

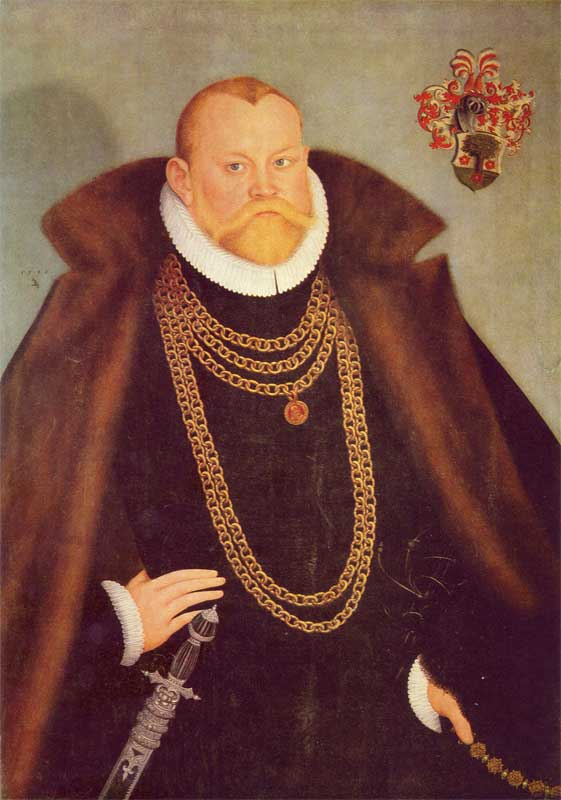
Hans von Lindenau (1581 von L. Cranach d. J.)

- Sigismund von Lindenau ( -1544), von 1535 bis 1544 Bischof von Merseburg
- Hans von Lindenau (16. Jh.), Rittergutsbesitzer und Stifter
- Wolf von Lindenau (1634–1710), kursächsischer Amtshauptmann
- Gottfried Anshelm von Lindenau (1693–1749), kursächsischer Rittergutsbesitzer
- Johann Friedrich von Lindenau (1694–nach 1718), deutscher Hofbeamter
- Johann George von Lindenau (1704–1771), deutscher Hofbeamter
- Johann Heinrich von Lindenau (1586–1615), deutscher Rittergutsbesitzer
- Heinrich Gottlieb von Lindenau (1723–1789), kursächsischer Geheimer Rat und Kammerherr
- Carl Heinrich August Graf von Lindenau (1755–1842), preußischer Generalleutnant
- Bernhard von Lindenau (1779–1854), sächsischer Staatsmann und Astronom
- Wolf Hugo von Lindenau (1828–1900), deutscher Politiker und Reichstagsabgeordneter
- Fritz von Lindenau (1883–1965), Major, Verleger und Druckereibesitzer der Graphischen Kunstanstalt Hollerbaum & Schmidt GmbH in Berlin
- Wolff von Lindenau (1951- ), deutscher Schauspieler